# Ingenium-Motor
Ingenium bezeichnet eine vom britisch-indischen Automobilhersteller Jaguar Land Rover (JLR) entwickelte Vierzylindermotorenbaureihe, die seit Anfang 2015 gefertigt wird und zunächst im Jaguar XE eingebaut wurde.

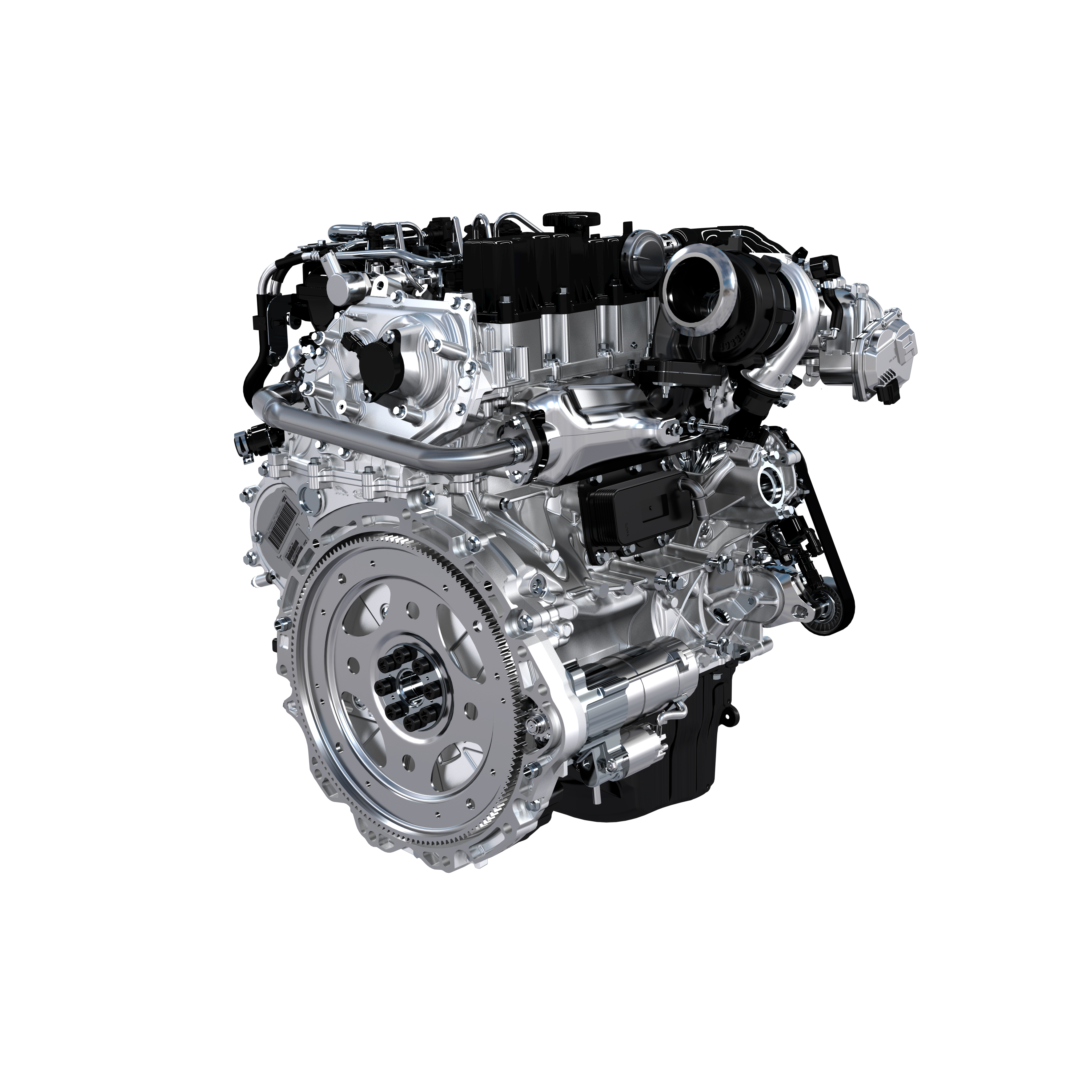
Der Ingenium-Motor von JLR

## Allgemeines
Jaguar Land Rover fertigt die nach dem Downsizing-Prinzip eigenentwickelte Motorenfamilie seit Anfang 2015 in dem neu gebauten Werk bei Wolverhampton. Der Motorblock besteht aus Aluminium. Er ist kompakt und extrem steif konstruiert, bietet eine gute Wärmeabfuhr und eine hohe Verschleißfestigkeit. Zunächst nur als Dieselvariante verfügbar, enthalten die Ingenium-Motoren Turbolader mit verstellbaren Turbinenleitschaufeln (VTG), eine Hochdruck-Direkteinspritzung, variable Ventilsteuerung, ein Stopp-Start-System, einen zweigeteilten Kühlkreislauf und zwei obenliegende Nockenwellen (DOHC). Die Architektur ist für unterschiedliche Hubraum- und Getriebevarianten sowie für verschiedene Antriebssysteme (Heck-, Allrad- und Hybridantrieb) einsetzbar. Darüber hinaus sind die Motoren sowohl für den Quer- als auch den Längseinbau ausgelegt, um so eine breite Modellpalette abdecken zu können. Bislang gibt es von dem im September 2014 vorgestellten Motor zwei Leistungsstufen mit 120 und 132 kW (163 und 180 PS). Aktuell werden die Motoren im Jaguar XE, im Jaguar XF, im Jaguar F-Pace, im Land Rover Discovery Sport , Range Rover Sport, Land Rover Discovery 5, Jaguar E-Pace und im Range Rover Evoque verwendet.

## Technik

### Modulare Architektur
Eine Besonderheit ist die modulare Architektur, die modellübergreifende Konfigurationen und Bauteile erlaubt. Bei den Ingenium-Motoren sind die Maße für Bohrung und Hub ebenso gleich wie der Zylinderabstand und das Zylindervolumen von 500 cm³. Die modulare Architektur verbessert zudem die Konfigurierbarkeit und Flexibilität, um schnell auf zukünftige Gesetzesvorschriften, neue Wettbewerbskriterien oder Schwankungen bei der weltweiten Nachfrage reagieren zu können.

### Turbolader
Die verschiedenen Motorenvarianten haben Abgasturbolader, die vor allem im unteren Drehzahlbereich bei geringem Verbrauch und niedrigen CO2-Emissionen die Leistungsabgabe steigern. In den ersten beiden Ausbaustufen mit 120 kW (163 PS) und 132 kW (180 PS) setzten die Entwickler auf einen Turbolader mit verstellbaren Turbinenleitschaufeln (VTG-Turbolader).

### Interne Reibung
Die Konstruktion zielt mit geringer interner Reibung auf eine möglichst effiziente Kraftstoffnutzung. Dazu versetzten die Ingenieure die Kurbelwelle aus der Mittelachse des Zylinderblocks und verwendeten statt Gleitlagern reibungsärmere Rollenlager für die Nockenwellen. Auch der Einsatz einer variabel gesteuerten Ölpumpe, die in Abhängigkeit von Drehzahl, Motorlast und Temperaturen die jeweils benötigte Menge an Schmierstoff fördert, sowie eine variabel arbeitende Wasserpumpe reduzieren die interne Reibung. Für die erreichte Verbesserung gegenüber dem Vorgängermodell werden 17 % genannt.
Eine Nockenwellenverstellung (Variable Cam Timing) des Zulieferers BorgWarner sorgt für geringe Reaktionszeiten und trägt so ebenfalls dazu bei, die Effizienz des Motors zu erhöhen.

### NVH
Ein weiterer Schwerpunkt der Entwicklung lag auf der Optimierung des NVH-Verhaltens (Noise, Vibration, Harshness). Um ein möglichst niedriges Vibrationsniveau zu erreichen, setzt der Hersteller einen versteiften Zylinderblock und zwei Ausgleichswellen ein. Auch die Ausgleichswellen sind rollengelagert, die Lager gingen in frühen Bauserien aber schnell kaputt. Weitere Maßnahmen wie eine Akustikabdeckung der Ölwanne, entkoppelte Einspritzdüsen und ein leicht ovales Einspritzpumpenrad (0,5 mm)  verbessern zusätzlich die Laufruhe.

### Technische Daten des Motors im Jaguar XE
| Motor                                | 2,0 Diesel 163 PS | 2,0 Diesel 163 PS | 2,0 Diesel 180 PS | 2,0 Diesel 180 PS |
| ------------------------------------ | --- | --- | --- | --- |
| Getriebeart                          | Handgeschaltetes 6-Gang-Getriebe | ZF 8HP45 8-Stufen-Automatik | Handgeschaltetes 6-Gang-Getriebe | ZF 8HP45 8-Stufen-Automatik |
| Motorbauart                          | 2,0-Liter-Dieselmotor, Turbolader mit verstellbaren Leitschaufeln, Common-Rail-Kraftstoffeinspritzung, Zwei obenliegende Nockenwellen (DOHC) | 2,0-Liter-Dieselmotor, Turbolader mit verstellbaren Leitschaufeln, Common-Rail-Kraftstoffeinspritzung, Zwei obenliegende Nockenwellen (DOHC) | 2,0-Liter-Dieselmotor, Turbolader mit verstellbaren Leitschaufeln, Common-Rail-Kraftstoffeinspritzung, Zwei obenliegende Nockenwellen (DOHC) | 2,0-Liter-Dieselmotor, Turbolader mit verstellbaren Leitschaufeln, Common-Rail-Kraftstoffeinspritzung, Zwei obenliegende Nockenwellen (DOHC) |
| Zylinderanordnung                    | R4 | R4 | R4 | R4 |
| Anzahl Ventile                       | 16 | 16 | 16 | 16 |
| Hubraum in cm³                       | 1.999 | 1.999 | 1.999 | 1.999 |
| Verdichtungsverhältnis               | 15,5 : 1 | 15,5 : 1 | 15,5 : 1 | 15,5 : 1 |
| max. Leistung in kW (PS) / bei 1/min | 120 (163) / 4000/min | 120 (163) / 4000/min | 132 (180) / 4000/min | 132 (180) / 4000/min |
| max. Drehmoment in Nm / bei 1/min    | 380 / 1.750 – 2.500/min | 380 / 1.750 – 2.500/min | 430 / 1.750 – 2.500/min | 430 / 1.750 – 2.500/min |
| Höchstgeschwindigkeit in km/h        | 227 | 227 | 228 | 228 |
| Beschleunigung 0–100 km/h in s       | 8,4 | 8,2 | 7,8 | 7,8 |
| Verbrauch kombiniert in l/100 km     | 3,8 | 3,8 | 4,2 | 4,2 |
| CO2-Emission in g/km                 | 99 | 104 | 109 | 109 |